# Škoda Fabia I
| Sterne im Euro-NCAP-Crashtest | 4 |

Der Škoda Fabia I war ein von Škoda Auto produzierter Kleinwagen. Er kam Ende 1999 als Nachfolger des Škoda Felicia auf den Markt.
Das Fahrzeug ist der erste Kleinwagen im Volkswagen-Konzern, der auf der PQ24-Plattform basiert. Diese Plattform wurde von Škoda für die Kleinwagen des gesamten VW-Konzerns entwickelt, damit viele Fahrzeuge auf einer Plattform mit gemeinsamen Bauteilen aufgebaut werden konnten. Dazu gehören die später erschienenen VW Polo IV (9N) und Seat Ibiza III (6L).
Die PQ24-Plattform bot dabei Neuerungen wie die Vernetzung der Fahrzeugelektronik über ein Controller-Netzwerk.

## Modellgeschichte
Zunächst kam im Dezember 1999 für das Modelljahr 2000 das fünftürige Schrägheckmodell auf den Markt. Als zweite Ausführung wurde im April 2000 der Combi vorgestellt, dem als weiteres Derivat im November 2000 der Sedan (Stufenheck) folgte. Der zeitgleich eingeführte und auf dem Combi basierende Stadtlieferwagen Fabia Praktik hatte nur zwei Sitze, um eine steuersparende Lkw-Zulassung zu ermöglichen.
Während sich der Sedan wie viele andere Stufenheckfahrzeuge in dieser Fahrzeugklasse in Deutschland eher schlecht verkaufte, erreichte vor allem der Combi gute Verkaufszahlen, da ansonsten nur Peugeot mit dem 206 SW und Fiat mit dem Palio einen klassischen Kombi als Kleinwagen im Programm hat. Mit einer Länge von 4,23 m war der Combi jedoch genauso lang wie das erste Modell des VW Passat.
Von Sommer 2003 bis Ende 2006 gab es eine sportlich ausgelegte Variante namens RS (in Großbritannien und Irland vRS), die 131 PS leistete. Die RS-Version war nur als Schrägheck verfügbar.

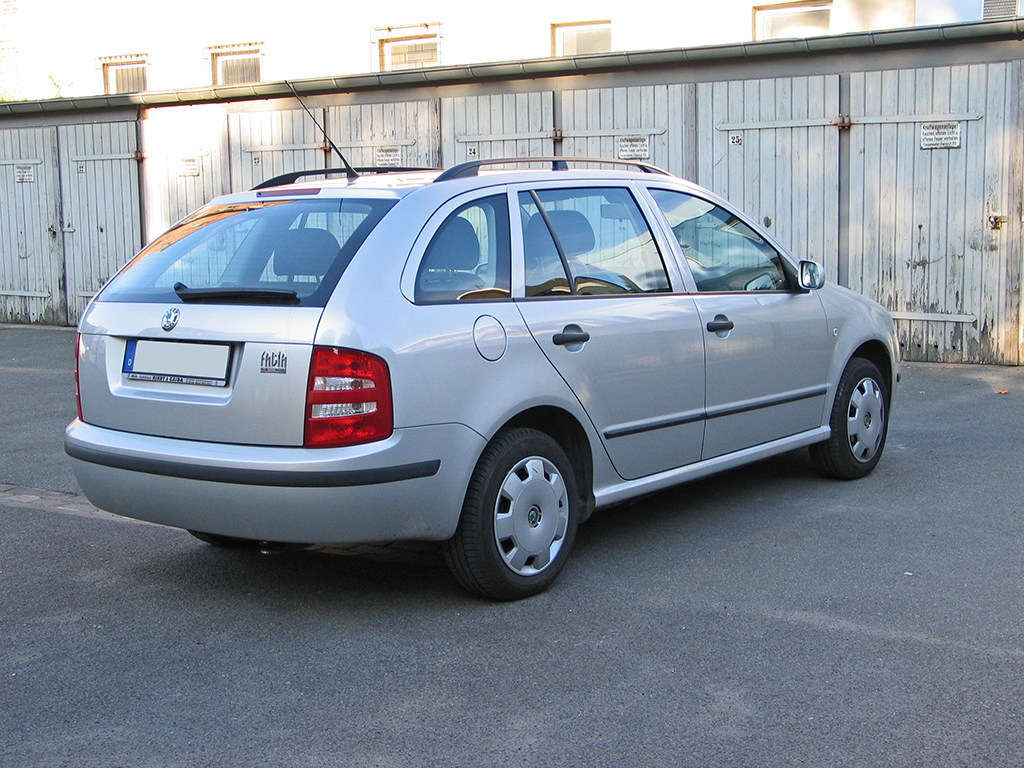
Škoda Fabia Combi (2000–2004)
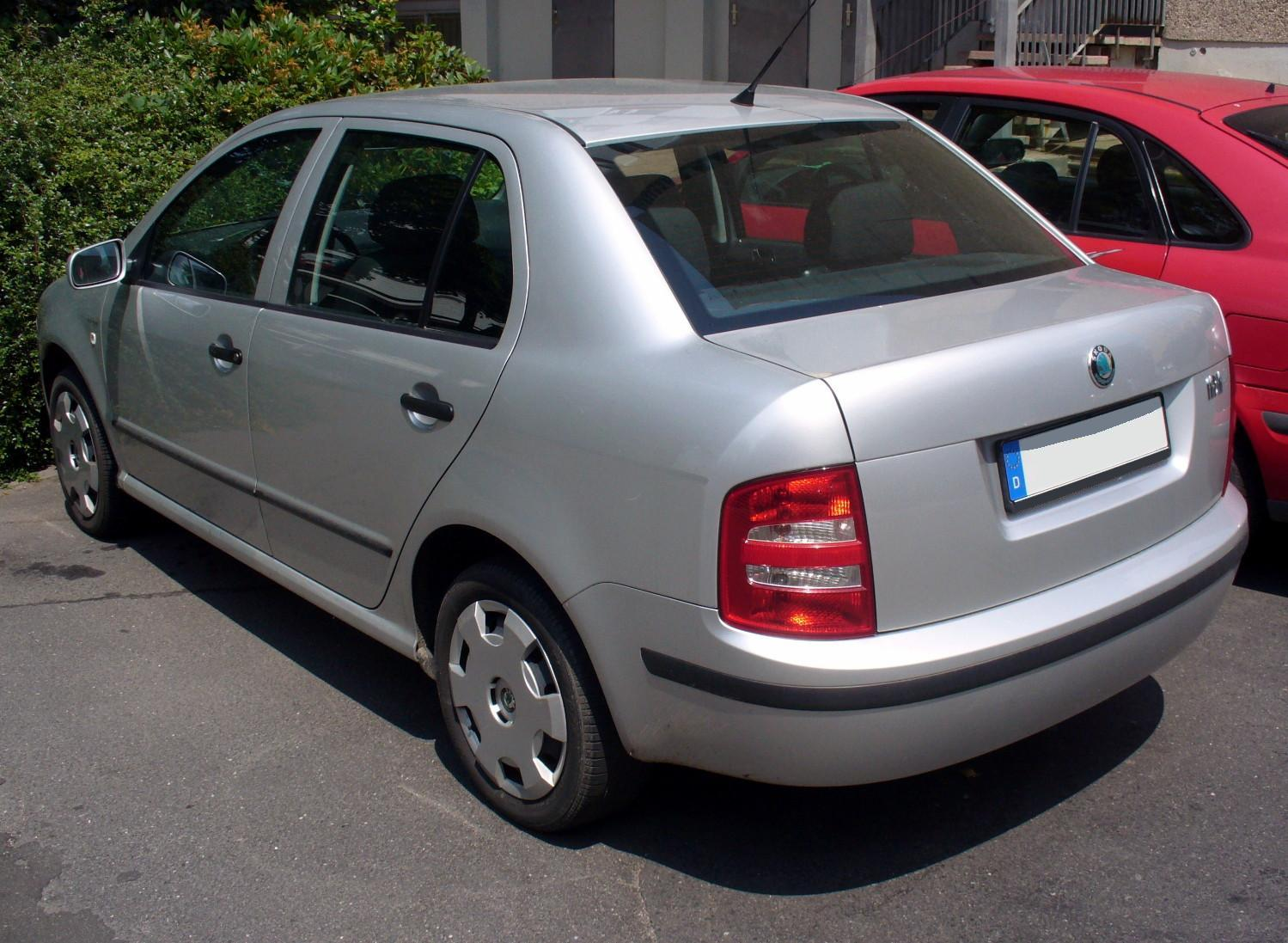
Škoda Fabia Sedan (2000–2004)
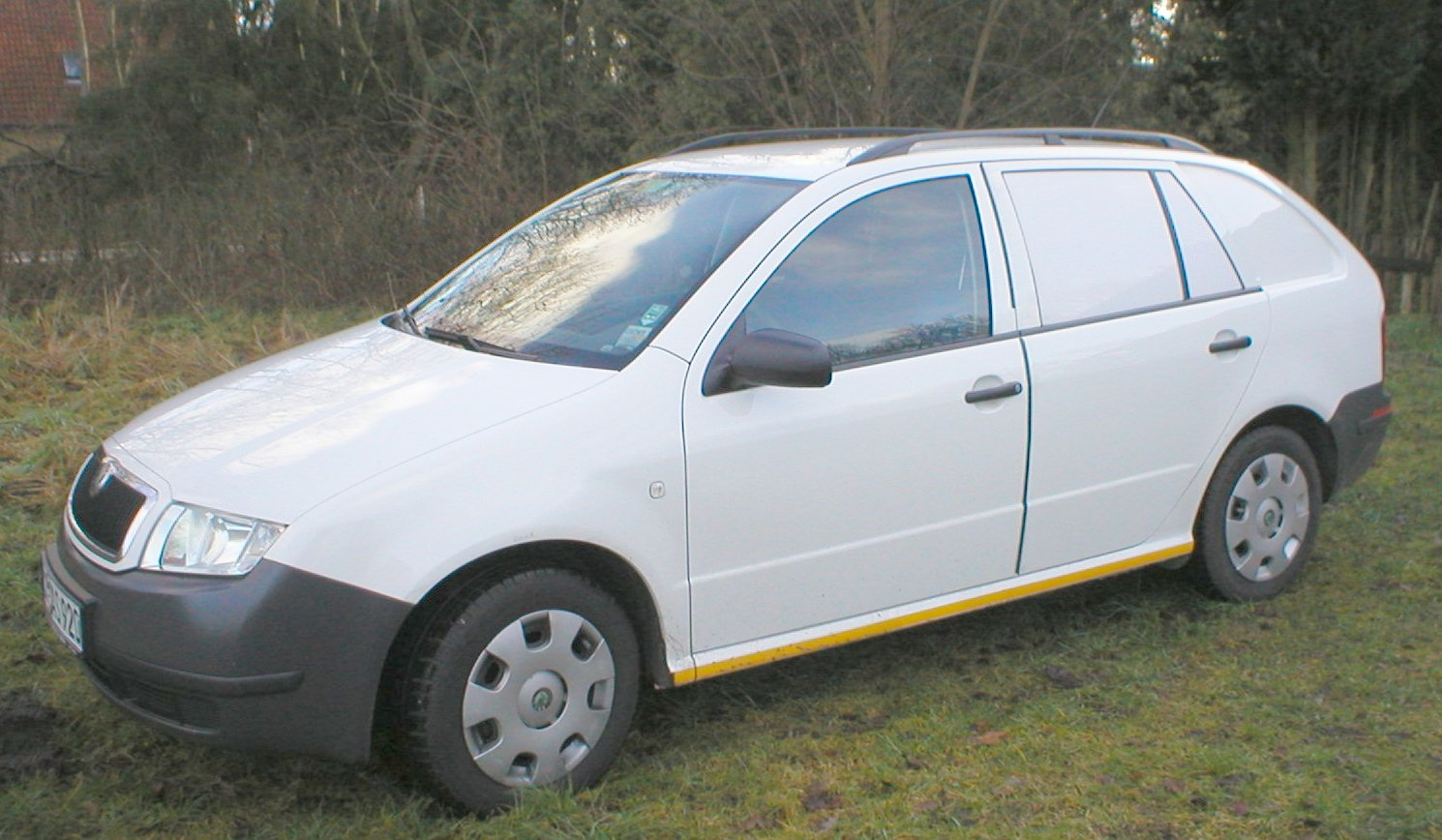
Škoda Fabia Praktik Lieferwagen
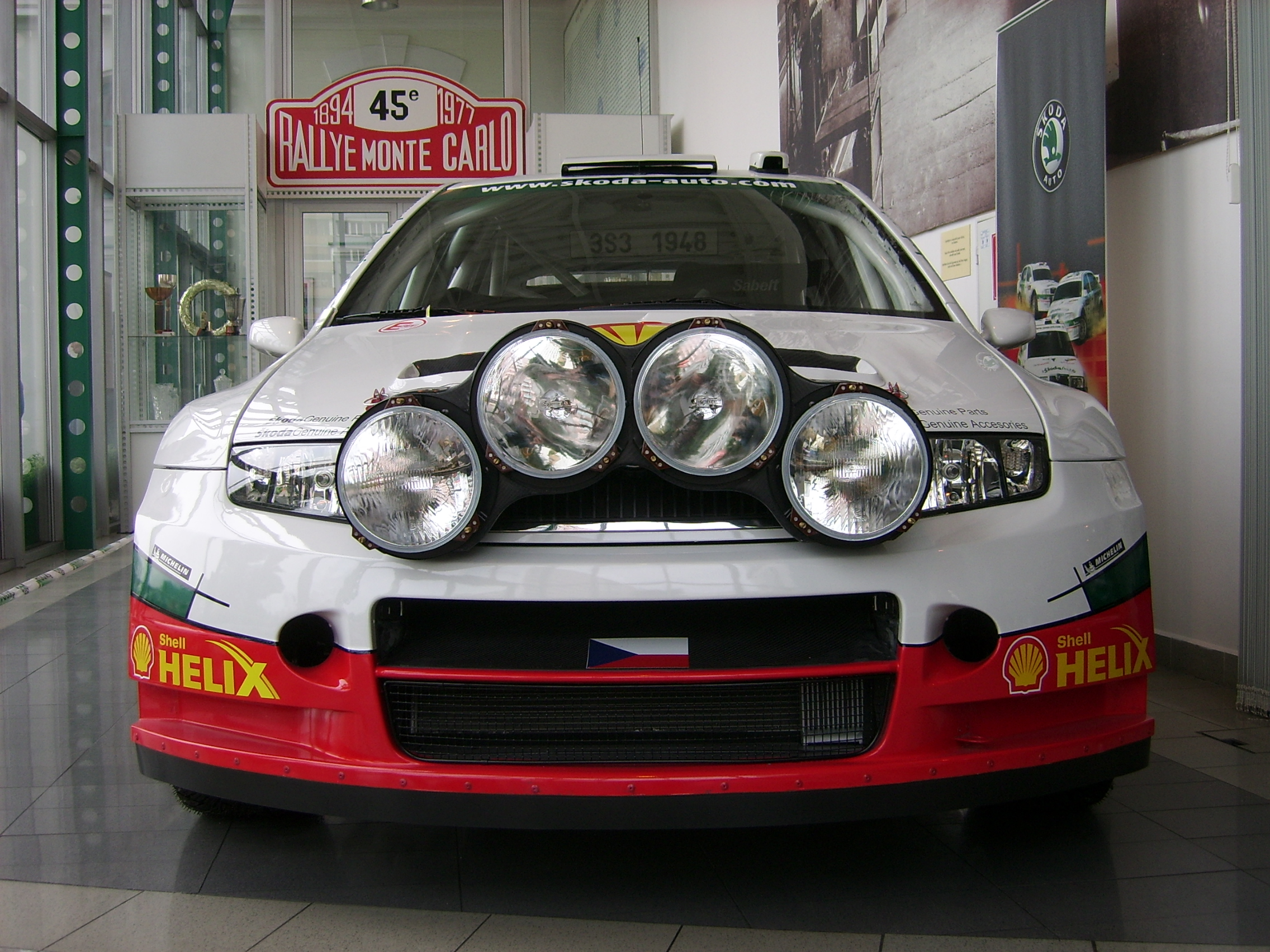
Škoda Fabia WRC

### Modellpflege
Im August 2004 wurde dem Fabia I für das Modelljahr 2005 ein Facelift zuteil, das unter anderem geänderte Rückleuchten (C-Design), geänderte vordere Stoßfänger samt geänderter Nebelscheinwerfer und auch geringe Änderungen im Innenraum betraf. Zudem entfiel die aus Hartplastik bestehende Batterieeinfassung.

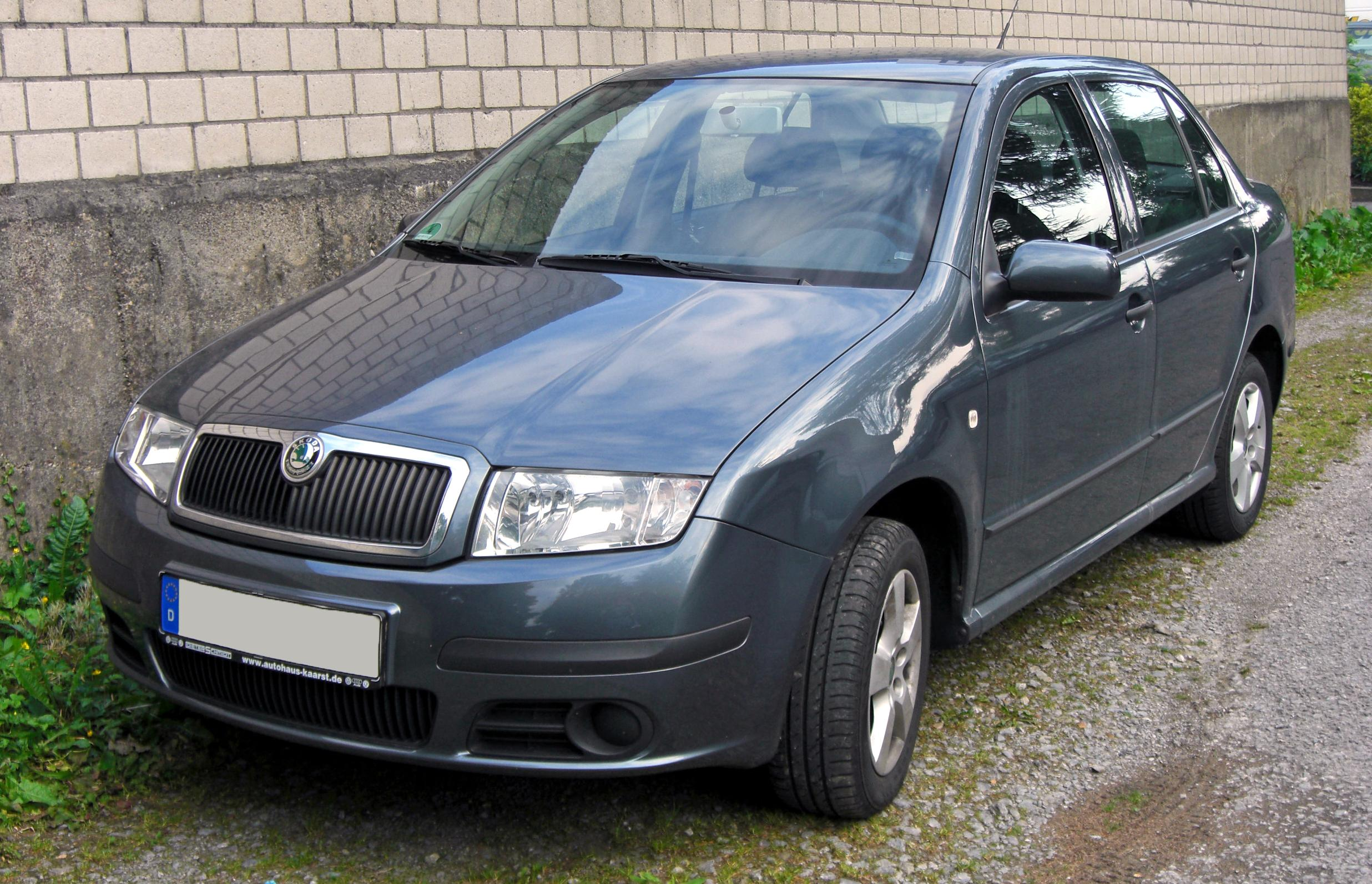
Škoda Fabia Sedan (2004–2007)
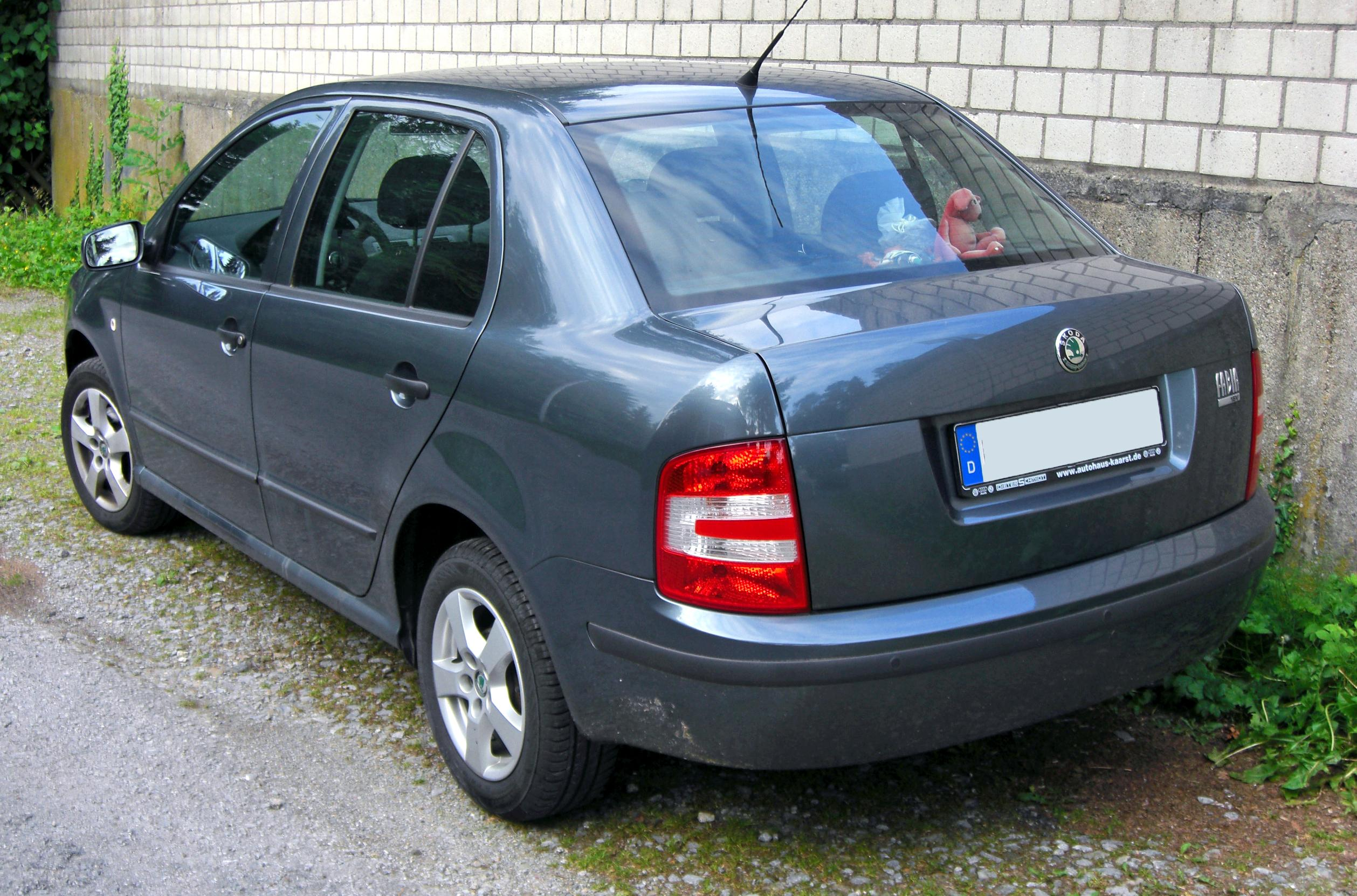
Heckansicht
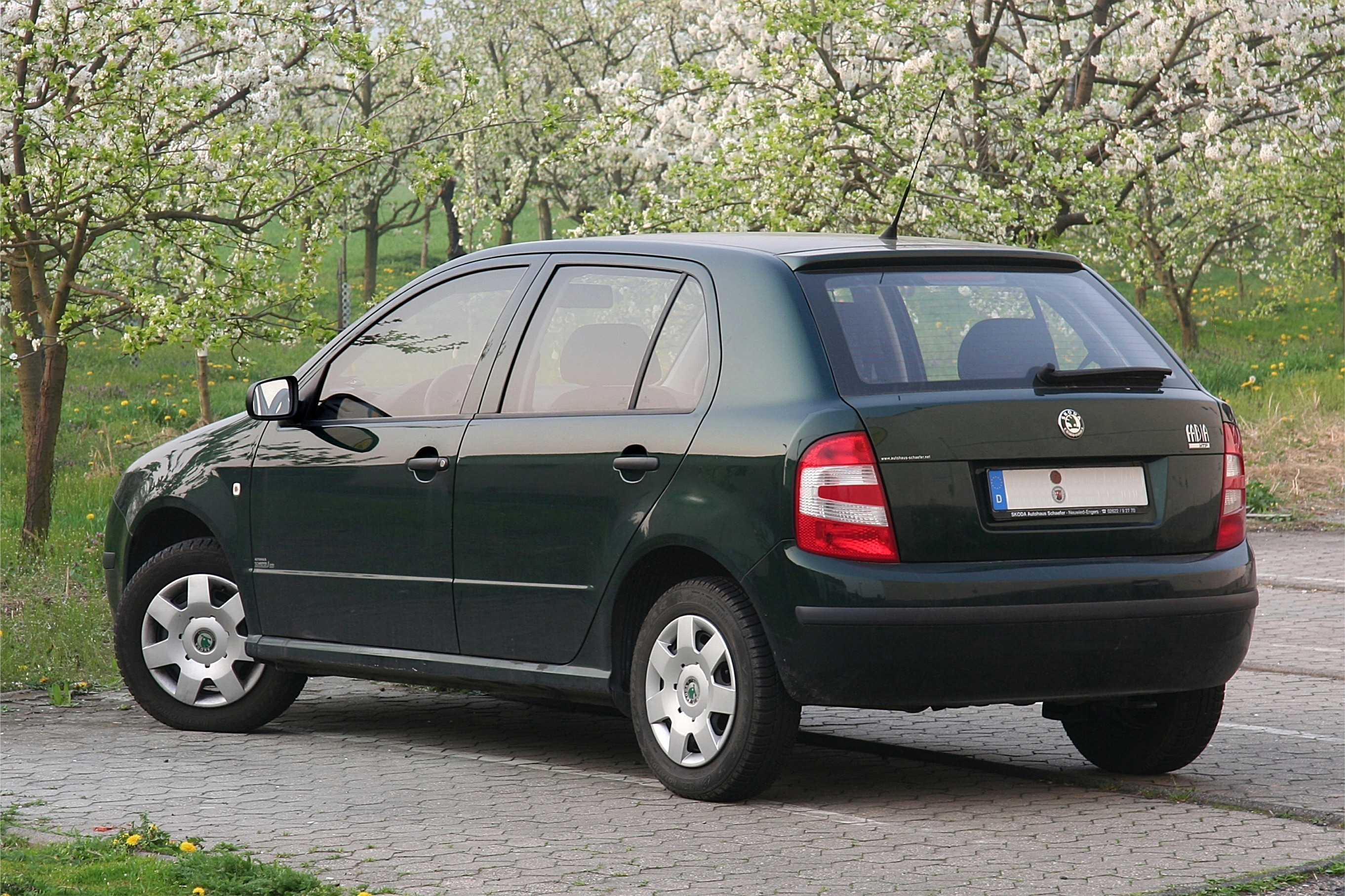
Škoda Fabia (2004–2007)
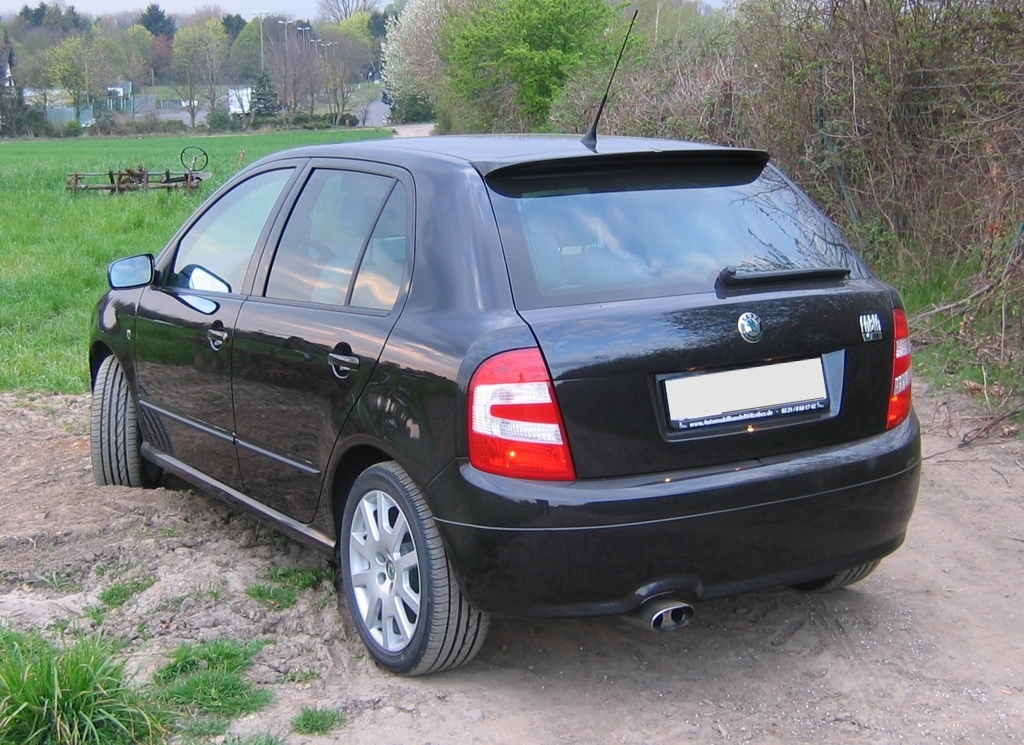
Škoda Fabia RS (2004–2006)

Im Frühjahr 2007 kam der Nachfolger Škoda Fabia II auf den Markt, der jedoch nicht mehr als Stufenheckversion verfügbar ist. Die erste Generation wird noch auf dem afrikanischen Markt in der Stufenheckvariante angeboten, trägt dort aber den Modellnamen Škoda Octavia unter dem Modellcode Y9N. Hingegen wurde das Kleinwagenmodell auch dort durch die aktuelle zweite Generation ersetzt. Monteur des afrikanischen Octavias ist die kenianische Kenya Vehicle Manufacturers Ltd.

## Ausstattung
Der Fabia war in den Ausstattungslinien „Classic“, „Comfort“ und „Elegance“ erhältlich, wobei die höheren Ausstattungslinien jeweils den Umfang der unteren Linien enthalten und zusätzliche Merkmale hinzufügen.

## Technische Daten

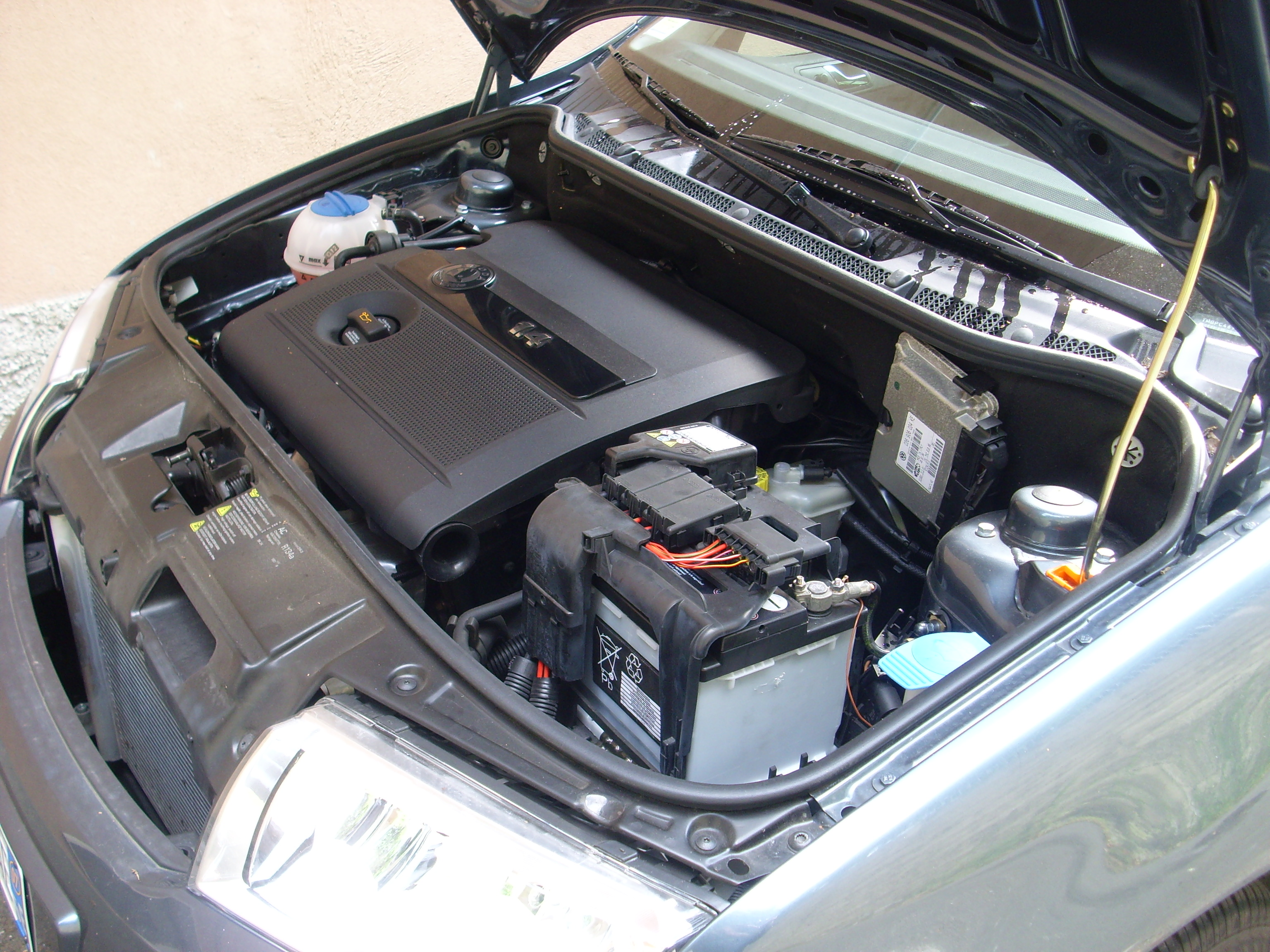
Motorraum, hier ein 1,4 l 16V

| Modell          | Zylinder | Motor       | Motor- kennbuchstaben | Ventile     | Hubraum cm³ | Max. Leistung bei min−1 | Verbrauchsangaben laut Hersteller | Max. Drehmoment bei min−1 | Höchst- geschwindigkeit | Bauzeit             | Variante                 |
| Ottomotoren     | Ottomotoren | Ottomotoren | Ottomotoren           | Ottomotoren | Ottomotoren | Ottomotoren             | Ottomotoren                       | Ottomotoren               | Ottomotoren             | Ottomotoren         | Ottomotoren              |
| --------------- | --- | ----------- | --------------------- | ----------- | ----------- | ----------------------- | --------------------------------- | ------------------------- | ----------------------- | ------------------- | ------------------------ |
| 1.0             | 4 | OHV         | AQV, ATY, ARV         | 8           | 997         | 37 kW (50 PS) / 5000    | 5,6 Liter Superbenzin             | 84 Nm / 2750              | 147 km/h                | 12/1999–04/2000     | Schrägheck               |
| 1.2 HTP (1)     | 3 | OHC         | AWY, BMD              | 6           | 1198        | 40 kW (54 PS) / 4750    | 5,7 Liter Superbenzin             | 106 Nm / 3000             | 151 km/h                | 08/2002–12/2006     | Schrägheck               |
| 1.2 12V HTP (1) | 3 | DOHC        | AZQ, BME              | 12          | 1198        | 47 kW (64 PS) / 5400    | 5,9 Liter Superbenzin             | 112 Nm / 3000             | 160 km/h                | 01/2003–12/2007     | Schrägheck, Combi, Sedan |
| 1.4 MPI (2)     | 4 | OHV         | AZE, AZF              | 8           | 1397        | 44 kW (60 PS) / 5000    | 7,2 Liter Superbenzin             | 118 Nm / 2600             | 157 km/h                | 04/2000–04/2003     | Schrägheck, Combi        |
| 1.4 MPI (2)     | 4 | OHV         | AME, AQW, ATZ         | 8           | 1397        | 50 kW (68 PS) / 5000    | 7,2 Liter Superbenzin             | 120 Nm / 2500             | 162 km/h                | 12/1999–04/2003     | Schrägheck, Combi, Sedan |
| 1.4 16V         | 4 | DOHC        | AUA, BBY, BKY         | 16          | 1390        | 55 kW (75 PS) / 5000    | 6,5 Liter Superbenzin             | 126 Nm / 3800             | 167 km/h                | 04/2000–12/2007 (3) | Schrägheck, Combi, Sedan |
| 1.4 16V         | 4 | DOHC        | BUD                   | 16          | 1390        | 59 kW (80 PS) / 5000    | 6,6 Liter Superbenzin             | 132 Nm / 3800             | 173 km/h                | 04/2006–12/2007     | Combi, Sedan             |
| 1.4 16V (4)     | 4 | DOHC        | AUB, BBZ              | 16          | 1390        | 74 kW (101 PS) / 6000   | 7,0 Liter Superbenzin             | 126 Nm / 4400             | 185 km/h                | 12/1999–12/2007     | Schrägheck, Combi, Sedan |
| 2.0             | 4 | OHC         | AZL, BBX              | 8           | 1984        | 85 kW (115 PS) / 5400   | 7,7 Liter Superbenzin             | 170 Nm / 2400             | 195 km/h                | 11/2000–12/2007     | Schrägheck, Combi, Sedan |
| 2.0 (5)         | 4 | OHC         | ATF                   | 8           | 1984        | 88 kW (120 PS) / 5600   | 7,8 Liter Superbenzin             | 174 Nm / 2400             | 196 km/h                | 1999–2000           | Schrägheck               |
| Dieselmotoren   | |             |                       |             |             |                         |                                   |                           |                         |                     |                          |
| 1.9 SDI (VEP)   | 4 | OHC         | ASY                   | 8           | 1896        | 47 kW (64 PS) / 4000    | 4,9 Liter Diesel                  | 125 Nm / 1600–2800        | 158 km/h                | 12/1999–09/2005     | Schrägheck, Combi, Sedan |
| 1.4 TDI (PD)    | 3 | OHC         | BNM                   | 6           | 1422        | 51 kW (70 PS) / 4000    | 4,4 Liter Diesel                  | 155 Nm / 1600–2800        | 162 km/h                | 09/2005–12/2007     | Schrägheck, Combi, Sedan |
| 1.4 TDI (PD)    | 3 | OHC         | AMF                   | 6           | 1422        | 55 kW (75 PS) / 4000    | 4,5 Liter Diesel                  | 195 Nm / 2200             | 168 km/h                | 06/2003–09/2005     | Schrägheck, Combi, Sedan |
| 1.4 TDI (PD)    | 3 | OHC         | BNV                   | 6           | 1422        | 59 kW (80 PS) / 4000    | 4,5 Liter Diesel                  | 195 Nm / 2200             | 170 km/h                | 09/2005–12/2007     | Schrägheck, Combi, Sedan |
| 1.9 TDI (6)(PD) | 4 | OHC         | ATD, AXR              | 8           | 1896        | 74 kW (100 PS) / 4000   | 5,0 Liter Diesel                  | 240 Nm / 1800–2400        | 185 km/h                | 12/1999–12/2007     | Schrägheck, Combi, Sedan |
| 1.9 TDI RS (PD) | 4 | OHC         | ASZ, BLT              | 8           | 1896        | 96 kW (130 PS) / 4000   | 5,1 Liter Diesel                  | 310 Nm / 1900             | 206 km/h                | 06/2003–12/2006     | Schrägheck               |
|                 | (1) Das Kürzel HTP steht für High Torque Power. Bei der 47-kW-Variante mit einem roten „P“ im HTP-Schriftzug gekennzeichnet. (2) Das Kürzel MPI steht für Multi Point Injection. Die mit MPI bezeichneten Motoren bezeichnen die in den ersten Modelljahren noch verwendeten alten Škoda-Motoren, die später durch modernere 1,2 l-Maschinen ersetzt wurden. (3) Von 04/2006 bis 12/2007 nur noch mit Automatikgetriebe lieferbar. (4) Der rote 16V-Schriftzug steht für den 74-kW-Motor. (5) Nicht auf dem deutschen Markt. (6) Der TDI-Schriftzug war ab 2000 für Pumpe-Düse-Motoren mit 74 kW am roten DI zu erkennen. |             |                       |             |             |                         |                                   |                           |                         |                     |                          |

## Produktionszahlen Škoda Fabia I
Gesamtproduktion Fahrzeuge von 1999 bis 2007
| Jahr | 1999  | 2000    | 2001    | 2002    | 2003    | 2004    | 2005    | 2006    | 2007    | Summe         |
| ---- | ----- | ------- | ------- | ------- | ------- | ------- | ------- | ------- | ------- | ------------- |
|      | 3.883 | 175.780 | 261.551 | 253.805 | 260.512 | 238.830 | 224.990 | 240.051 | 243.576 | ca. 1.719.000 |